# Ascocoma eucalypti
Ascocoma eucalypti är en svampart som först beskrevs av Clifford George Hansford, och fick sitt nu gällande namn av H.J. Swart 1987. Ascocoma eucalypti ingår i släktet Ascocoma och familjen Phacidiaceae.   Inga underarter finns listade i Catalogue of Life.